# Černivecka oblast
Černivecka oblast također
Černovačka oblast (ukrajinski: Чернівецька область, Černivec’ka oblast’), administrativna je oblast koja se nalazi se u zapadnoj Ukrajine na granici s Rumunjskom i Moldovom. Upravno središte oblasti je grad Černivci.

## Zemljopis
Černivecka oblast ima ukupnu površinu 26 513 km² te je 25. oblast po veličini, u njoj živi 922.800 stanovnika te je prema broju stanovnika 26. oblast po veličini u Ukrajini. 373 500 (40,5 %) stanovnika živi u urbanim područjima, dok 490 700 (53,2 %) stanovnika živi u ruralnim područjima.
Černivecka oblast graniči s Ivano-Frankivskom, Ternopiljskom i Viničkom oblasti te s Moldovom i Rumunjskom.

## Stanovništvo
Ukrajinci su najbrojniji narod u oblasti i ima ih 689 100 što je 75 % ukupnoga stanovništva oblasti.
- Ukrajinci: 75 %
- Rumunji: 12,5 %
- Moldavci: 7,3 %
- Rusi: 4,1 %
- Poljaci: 0,4 %
- Bjelorusi: 0,2 %
- Židovi: 0,2 %
- ostali: 0,4 %

Ukrajinskim jezikom kao materinjim govori 75,6 % stanovništva, dok ruskim jezikom kao materinjim govori 5,3 % stanovništva.

## Administrativna podjela
Černivecka oblast dijeli se na 11 rajona, i 11 gradova od kojih njih dva ima viši administrativni stupanj, također oblast ima i 8 malih gradova i 398 naselja.

## Vanjske poveznice
- Službena stranica oblasti  Arhivirana inačica izvorne stranice od 30. travnja 2008. (Wayback Machine)

### Ostali projekti
|  | Zajednički poslužitelj ima još gradiva o temi Černivačka oblast |